# Saint-André-d’Olérargues
Saint-André-d’Olérargues település Franciaországban, Gard megyében. Lakosainak száma 444 fő (2022. január 1.). Saint-André-d’Olérargues La Roque-sur-Cèze, Sabran, Saint-Marcel-de-Careiret és Verfeuil községekkel határos.

## Népesség
A település népessége az elmúlt években az alábbi módon változott:
| Lakosok száma | 153  | 192  | 268  | 393  | 411  | 423  | 429  | 435  | 438  | 444  |
|               | 1968 | 1982 | 1990 | 2006 | 2013 | 2015 | 2017 | 2019 | 2020 | 2022 |